# Arrojadoa multiflora
A Arrojadoa multiflora é uma rara espécie de planta que ocorre em cerrado, sobre solos arenosos, em Caetité, no estado brasileiro da Bahia.